# Тайан
Тайан е градска префектура в провинция Шандун, Източен Китай. Административният метрополен район който включва и града е с население от 5 494 207 жители, а в градската част има 1 594 877 жители (2010 г.). Общата площ на административния метрополен район е 7761,15 кв. км, а градската част е с площ от 2086,9 кв. км. Намира се в часова зона UTC+8 на 167 м н.в., а най-високата точка е на 1645 м н.в. Телефонният му код е 538. МПС кодът е 鲁J. Средната годишна температура е 12,9 градуса.

## Известни личности
Родени в Тайан
- Ерик Юен (р. 1970), бизнесмен